# Idaea procrossa
Idaea procrossa är en fjärilsart som beskrevs av Edward Meyrick 1897. Idaea procrossa ingår i släktet Idaea och familjen mätare. Inga underarter finns listade i Catalogue of Life.